# Biserica de lemn din Praxia
Biserica de lemn „Sfinții Voievozi și Sfântul Gheorghe” din Praxia, cunoscută și ca Biserica de lemn „Sfinții Arhangheli Mihail și Gavriil și Sfântul Gheorghe”, este un lăcaș de cult ortodox construit în anul 1797 în satul Râșca, strămutat ulterior în satul Boroaia și apoi, în 1977, în satul Praxia din comuna Fântâna Mare aflată în județul Suceava. Edificiul religios se află localizat în cimitirul satului și are două hramuri: Sfinții Arhangheli Mihail și Gavriil, sărbătorit la data de 8 noiembrie, și Sfântul Gheorghe, sărbătorit la data de 23 aprilie.
Biserica de lemn din Praxia a fost inclusă pe Lista monumentelor istorice din județul Suceava din anul 2015 la numărul 327, având codul de clasificare  SV-II-m-B-05590.

## Istoricul bisericii
Satul Praxia a fost înființat la sfârșitul secolului al XIX-lea ca sat component al comunei Vadu Moldovei. El se află pe malul râului Moldova.
Biserica de lemn care în prezent se află în Praxia a fost construită la sfârșitul în secolul al XVIII-lea în satul Râșca, după cum atestă Cronica parohiei. Datarea perioadei de construcție a monumentului este susținută și de istoricul de artă Nicolae Stoicescu.
În anul 1797, egumenul Chiril Râșcanul cere strămutarea satului Râșca de pe vatra Mănăstirii Râșca, pe motiv că satul strică moralul vieții ascetice. Domnitorul Constantin Ipsilanti (1799-1801, 1806) dă poruncă de strămutare a satului, mănăstirea fiind obligată să-i despăgubească pe săteni de cheltuiala de casă și de strămutare și să le dea alt teren pe moșia mănăstirii, unde să-și construiască locuințe. O parte dintre săteni se mută peste râul Râșca, la mai mult de 1 km de mănăstire, iar egumenul Chiril le construiește aici în anul 1797 o biserică de lemn, cu hramul Sfinții Voievozi. În decursul timpului, biserica a suferit numeroase modificări care înregistrează totuși o datare exactă.
Într-o perioadă necunoscută, biserica a fost strămutată de la Râșca la Boroaia. În anul 1977, bisericuța de lemn a fost strămutată din nou, de această dată de la Boroaia în satul învecinat Praxia. Pe latura sudică a pronaosului a existat anterior și un turn-clopotniță, care nu a mai fost reconstruit când s-a strămutat biserica la Praxia.
La sfârșitul secolului al XX-lea s-au efectuat unele lucrări de restaurare a edificiului:
- învelitoarea de șindrilă în „solzi” de pe acoperișul bisericii a fost înlocuită cu una din tablă;
- pereții exteriori din bârne au fost căptușiți cu scânduri vopsite în culoarea albastră;
- a fost construit un pridvor pe latura de sud a pronaosului.

În perioada 2010-2013, biserica de lemn a fost tencuită pe exterior.
În curtea bisericii se află un turn clopotniță și un praznicar, ambele placate cu scânduri de culoare albastră. Turnul-clopotniță are două etaje; parterul și primul etaj au formă pătrată, iar al doilea etaj are formă octogonală. Acoperișul turnului-clopotniță are trei streșini, după felul bisericilor de lemn din nordul Carpaților, model întâlnit îndeosebi la ucraineni.

## Arhitectura bisericii
Biserica de lemn din Praxia este construită din bârne de stejar și acoperită cu tablă. Ea are un soclu de piatră cu înălțime de 0,50 metri. Pereții din bârne au fost placați pe exterior cu scânduri vopsite în culoarea albastră, iar ulterior au fost tencuiți.
Monumentul este de plan triconc, având absida altarului decroșată și absidele laterale pentagonale. Altarul are o absidă de formă pentagonală, în care se află o fereastră dreptunghiulară, care a fost mărită la ultimele lucrări de restaurare. Între catapeteasmă și absida decroșată a altarului sunt dispuse un proscomidiar (la nord) și un diaconicon (la sud). Acestea aveau câte o fereastră mică (0,20x0,30 metri) decupată în pereți. Fereastra din peretele diaconiconului a fost suprimată, în locul ei fiind construită o ușă destinată să asigure accesul în altar. Altarul are un tavan de forma unei bolte semicilindrice.
Naosul este de formă dreptunghiulară (5,50x7,00 metri), cu două abside laterale pentagonale în care s-au practicat două ferestre dreptunghiulare. Atât naosul, cât și cele două abside, au bolți semicilindrice sprijinite prin fâșii curbe pe pereții longitudinali. Între naos și pronaos nu există nici un perete despărțitor.
Pronaosul se află în prelungirea naosului, având practicată o fereastră pe peretele vestic. Pe latura sudică a pronaosului a existat anterior și un turn-clopotniță, care nu a mai fost reconstruit când s-a strămutat biserica la Praxia. În pronaos se intră printr-o ușă de dimensiuni mari (1,25x1,95 metri), situată pe latura de sud.
Biserica are un acoperiș înalt, cu pante repezi, având inițial o învelitoare din șindrilă bătută în „solzi” (care se mai păstra în 1985, după cum reiese dintr-o fotografie publicată în anexa cărții „Monumente de arhitectură în lemn din Ținutul Sucevei”). Această învelitoare a fost înlocuită la sfârșitul secolului al XX-lea cu una din tablă.

## Imagini

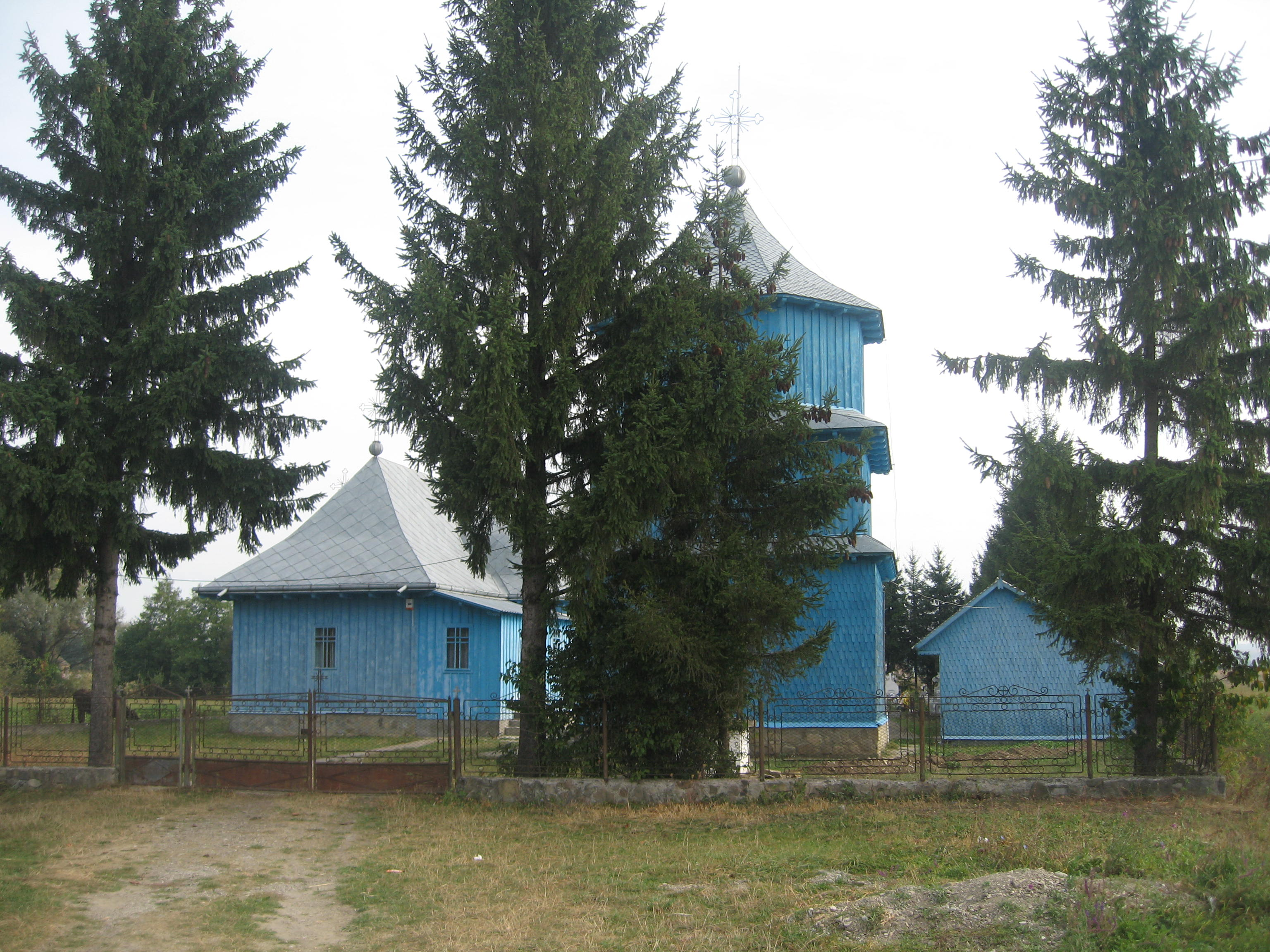
Ansamblul bisericii de lemn văzut din afara cimitirului
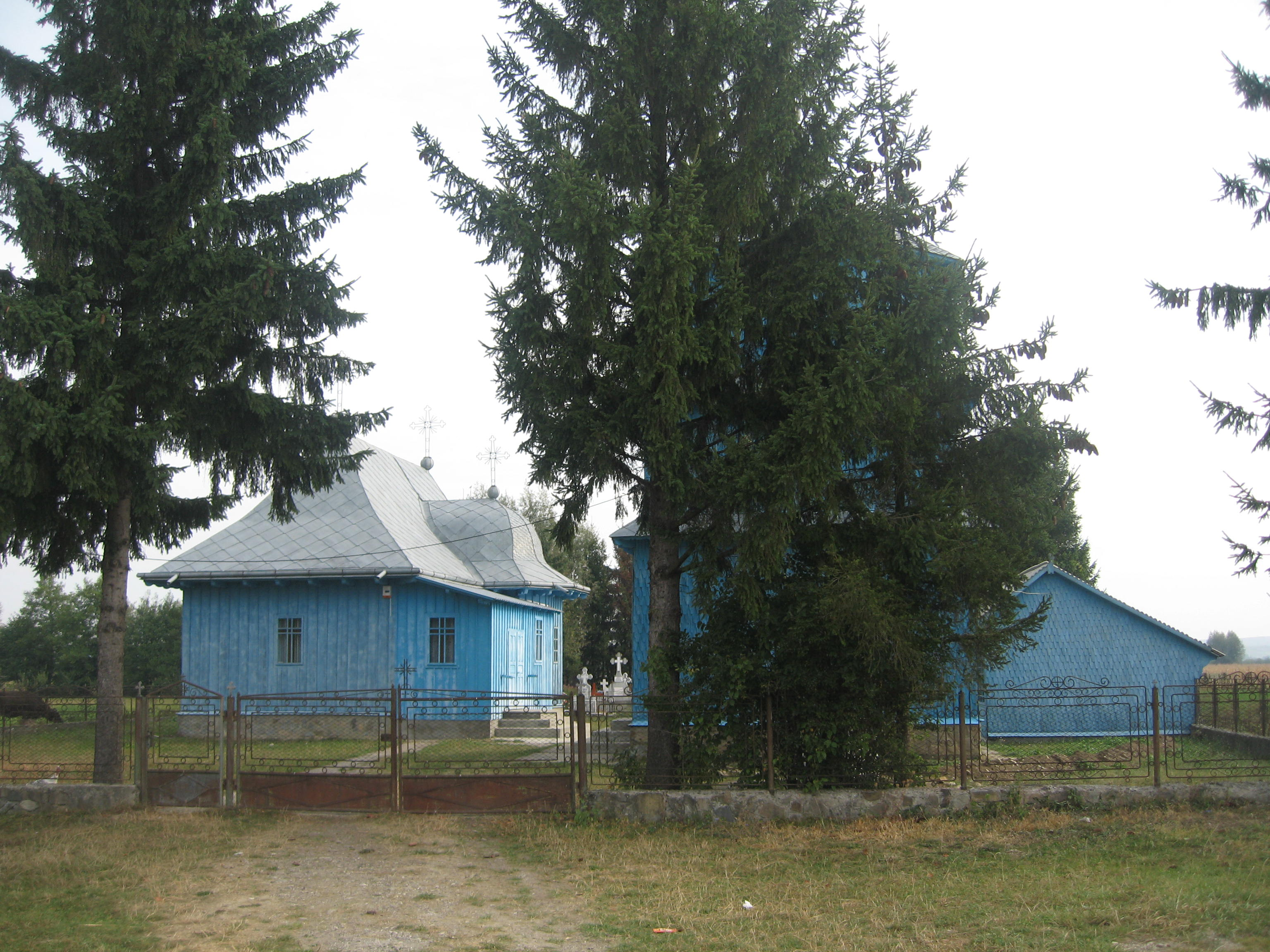
Ansamblul bisericii de lemn văzut din afara cimitirului
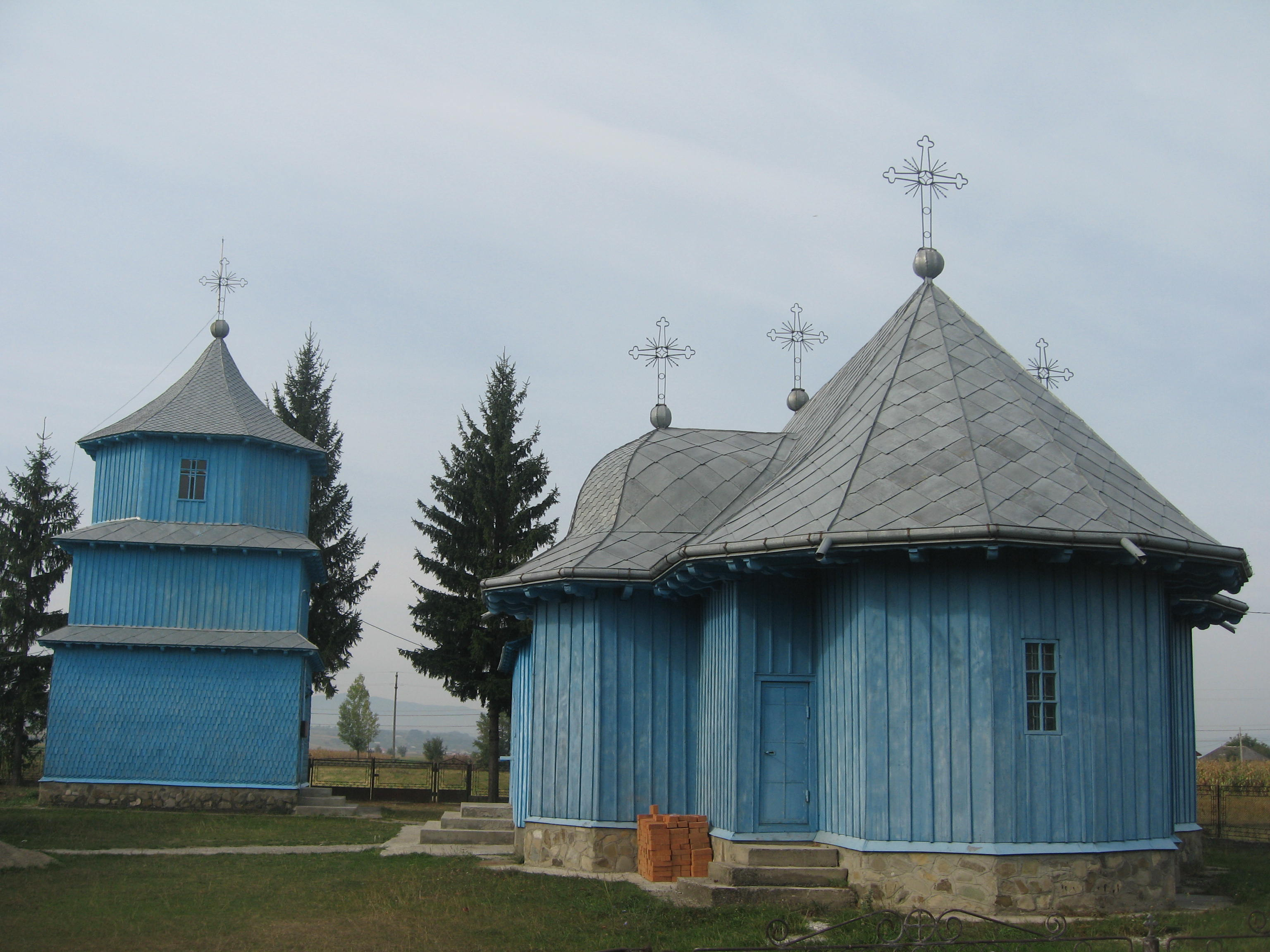
Biserica de lemn și turnul-clopotniță
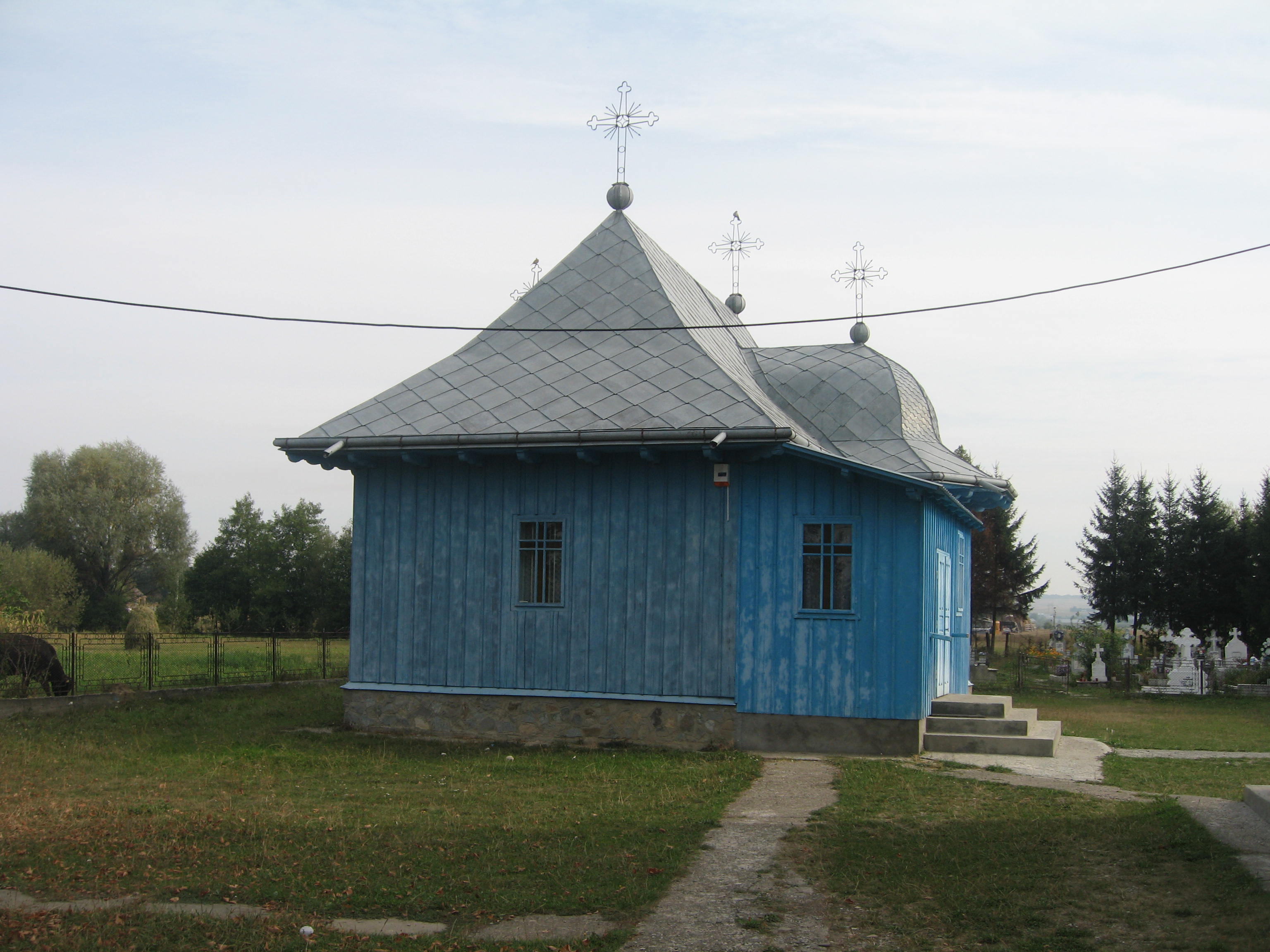
Biserica de lemn
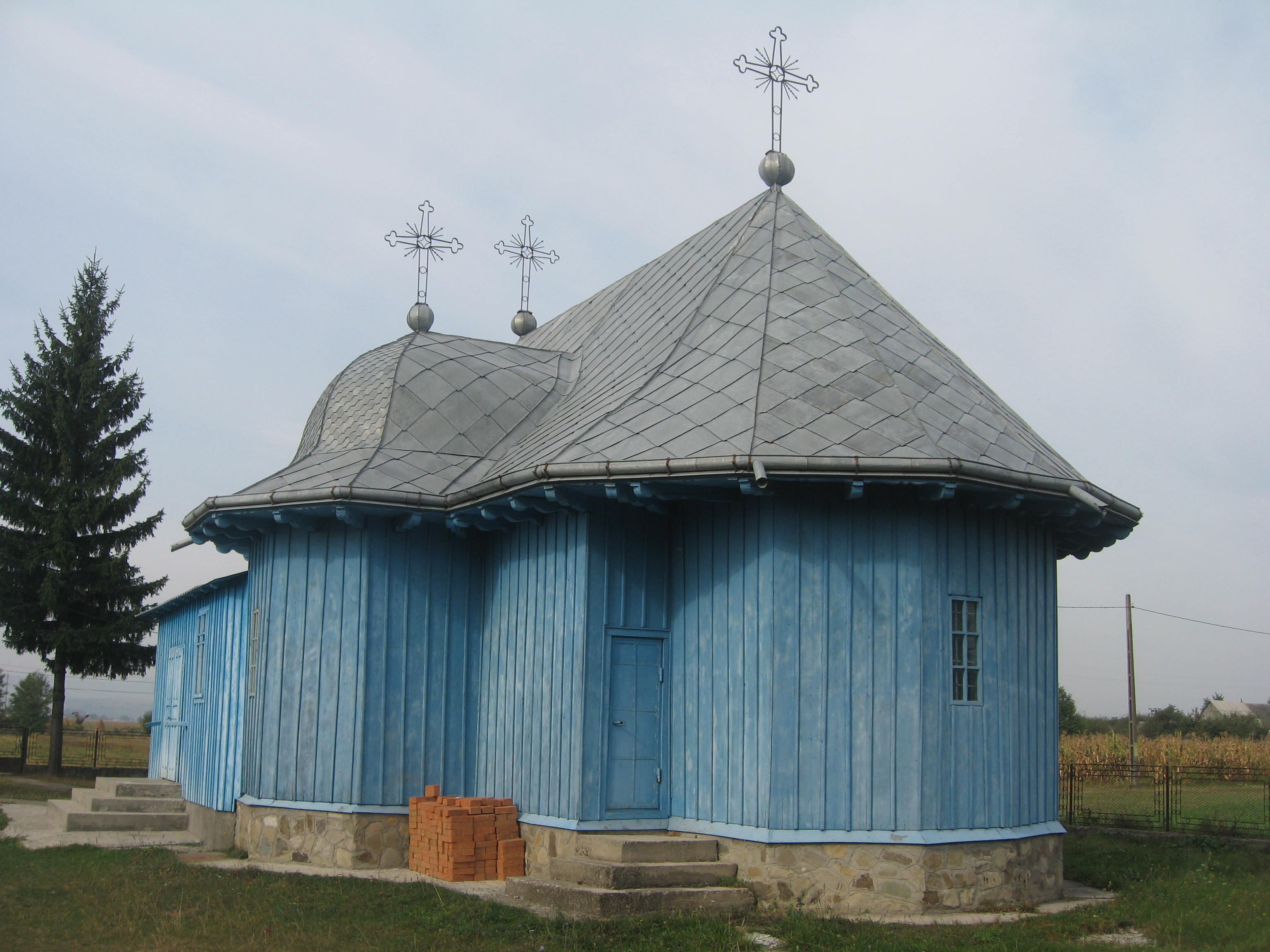
Biserica de lemn
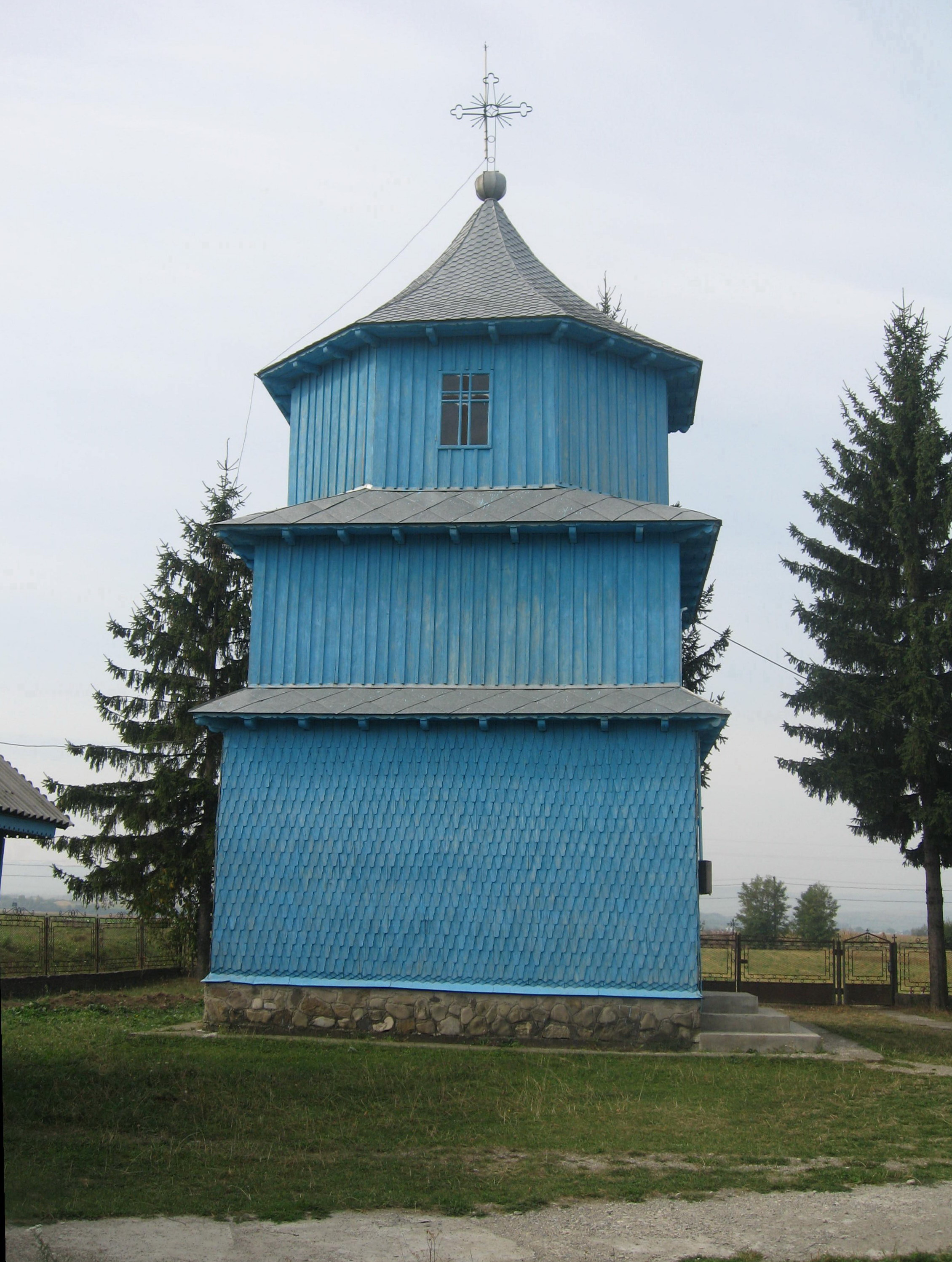
Turnul-clopotniță
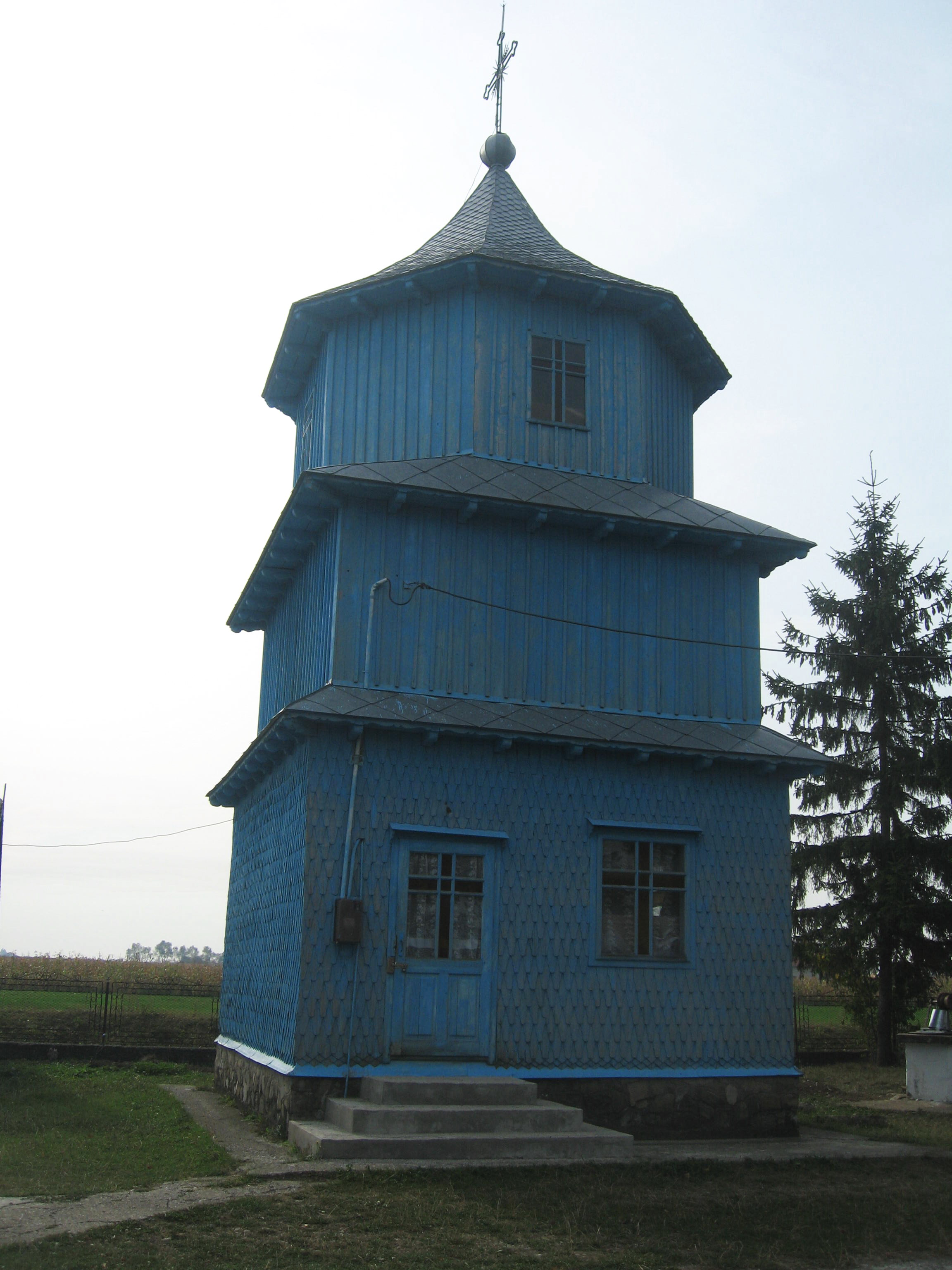
Turnul-clopotniță
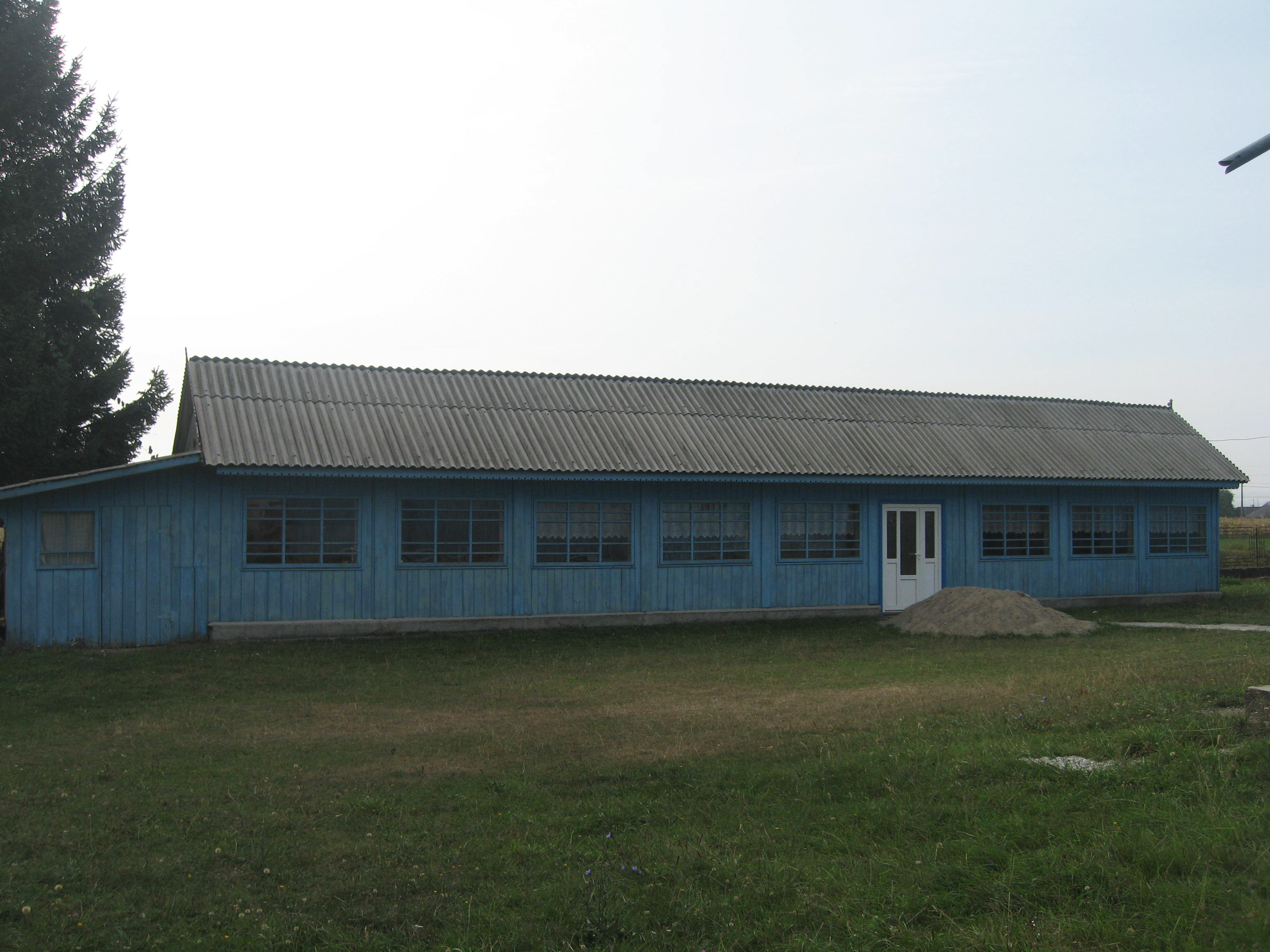
Praznicarul